# Break the Silence: The Movie
Break The Silence: The Movie (en hangul, 브레이크 더 사일런스: 더 무비; romanización revisada, Beureikeu Deo Sailleonseu: Deo Mubi) es un documental surcoreano  de 2020 dirigida por Park Jun-soo y producida por Big Hit Three Sixty, que presenta las escenas de la gira mundial Love Yourself 2018-2019 de la banda de chicos BTS , y promocionada como la secuela de la película Burn the Stage: The Movie de 2018 de la banda. Fue lanzado el 10 de septiembre de 2020 en países seleccionados y su distribución estuvo a cargo de Trafalgar Releasing.

## Resumen
Este documental nos enseña como viven los chicos (BTS) durante su Love Yourself World Tour tanto delante de cámaras como detrás de ellas. Mayormente se muestran escenas de ellos en conciertos y mientras esos clips se reproducen, cada miembro de la banda es entrevistado sobre varios temas.

## Antecedentes y lanzamientos
La película se anunció por primera vez el 7 de agosto de 2020. También se anunció que la tercera película de BTS Bring the Soul: The Movie (2019) se volvería a estrenar en los cines del 28 al 30 de agosto y que una vista previa de Break el Silencio se proyectaría.
Las entradas salieron a la venta el 13 de agosto, el mismo día en que se estrenó el tráiler de la película.

## Lanzamiento
La película fue lanzada el 9 de septiembre de 2020.

## Recepción
Actualmente ha ganado $ 8,840,646 en la taquilla mundial.